# Antoni Radliński

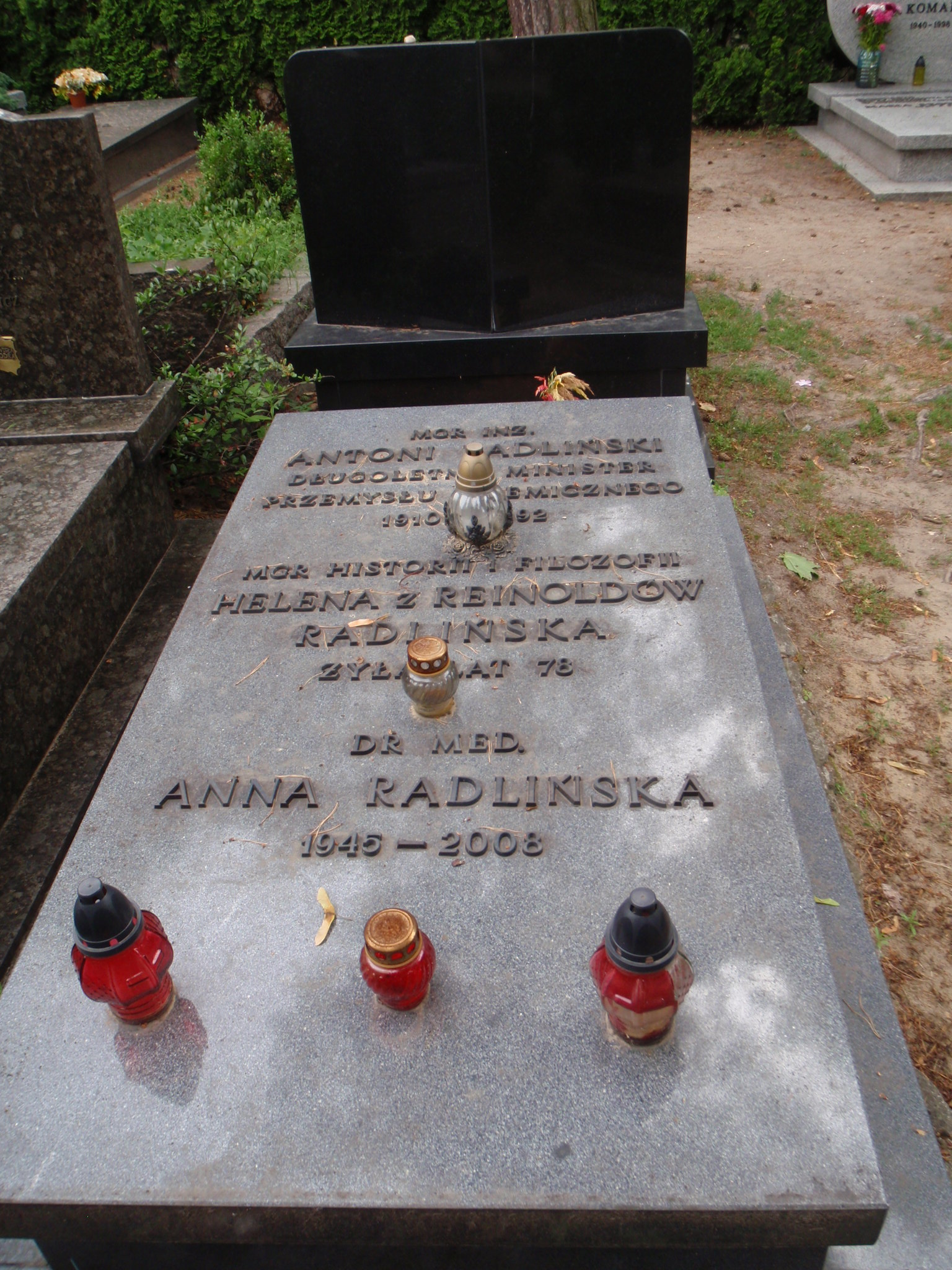
Grób Antoniego Radlińskiego na Cmentarzu Wojskowym na Powązkach w Warszawie

Antoni Radliński (ur. 7 lipca 1910 w Strychowicach na Podolu, zm. 31 maja 1992) – polski inżynier chemik i polityk, minister przemysłu chemicznego w latach 1957–1970.

## Życiorys
Syn Kazimierza i Leopoldy. Ukończył studia na Uniwersytecie Jana Kazimierza we Lwowie, od 1933 do 1935 był młodszym asystentem na uczelni. Następnie do 1939 był laborantem w Państwowej Fabryce Związków Azotowych w Chorzowie, po czym powrócił na uniwersytet, gdzie do 1941 był asystentem. Do 1946 pracował jako urzędnik i inspektor w Zakładach Miejskich we Lwowie, po czym do 1947 był dyrektorem technicznym w Państwowej Fabryce Wyrobów Metalowych w Chorzowie, a do 1951 dyrektor Zjednoczenia Nawozów w Gliwicach. W latach 1951–1954 dyrektor departamentu w Państwowej Komisji Planowania Gospodarczego, po czym do 1957 zajmował stanowisko dyrektora Zjednoczenia Syntezy Chemicznej w Gliwicach.
Od 1945 należał do Polskiej Partii Robotniczej, a od 1948 do Polskiej Zjednoczonej Partii Robotniczej. Od 1959 do 1964 był członkiem centralnej komisji rewizyjnej Komitetu Centralnego PZPR, a następnie do 1980 zastępcą członka KC. W 1957 objął urząd ministra przemysłu chemicznego, który zajmował do 1970. Po opuszczeniu ministerstwa do 1979 wiceprezes Najwyższej Izby Kontroli.
Żonaty z Heleną Zofią Radlińską z domu Reinold (1914-1992). Został pochowany na Cmentarzu Wojskowym na Powązkach w Warszawie (kwatera A 3 Tuje rz. 1 m. 29).

## Odznaczenia
- Medal im. Prof. Wojciecha Świętosławskiego (1981)[3]
- Order Sztandaru Pracy I klasy (1959[4] oraz 1964)[5]
- Srebrny Krzyż Zasługi (1946)[6]
- Złoty Krzyż Zasługi (1948[7]), (1954[8])
- Medal 10-lecia Polski Ludowej (1955)[9]
- Odznaka 1000-lecia Państwa Polskiego (1966)[10]
- Odznaka "Za Zasługi dla Kielecczyzny" (1969)[11]